# TransPRK
經上皮雷射屈光角膜削切術（TransPRK，Transepithelial Photorefractive Keratectomy）是一种近视矫正手术，用激光直接切割角膜上皮层，改变角膜厚度及角度，以改善屈光不正。手术全程不接触眼角膜，术后角膜有较好的稳定性，但恢复期较长。